# 連震東
連 震東（れん しんとう、1904年〈明治37年〉4月23日 - 1986年〈民国75年〉12月1日）は、中華民国の政治家。中国国民党所属で、第1期国民大会代表、台北県長、内政部長などを歴任した。日本統治下台湾の台南庁（現：台南市）出身の本省人。字は定一。歴史学者の連横は父で、中華民国副総統、中国国民党主席などを歴任した連戦は長男。

## 生涯

### 戦前
1904年（明治37年）、台南庁（現：台南市）で生まれる。板橋林家の林熊徵から資金援助を受けて内地の慶應義塾大学経済学部に進学し、1929年（昭和4年）に卒業した。台湾に戻ると昭和新報に入社した。
1931年（昭和6年）4月10日、父の連横が中国国民党・国民政府の元老であり旧友の張継に手紙を書き、連震東に対し「台湾を解放したければ、まず祖国を建設しなければならない。私は台湾の文献を保存するためにここでの生活に耐えてきたが、お前は学業を修めて国語も堪能になったのだから祖国に帰って奉仕すべきだ。そうすれば私と母も一緒に行こう」と言った。連震東は手紙を携えて内地経由で中国に渡り、6月18日に南京の張継を訪問した。張継は手紙を読んだ後、深く感動して「私は君の父の愛国精神に感服した。彼の言う通り、君は中国で働くべきだ。私は北平に帰るが、君も一緒に来て国語を勉強しよう。将来働くときのためになる」と言った。その後、連震東は張継の推薦を受けて国民党に入党した。
1933年（昭和8年/民国21年）、連横一家は上海に移住した。
1934年（民国23年）、連震東は北平にて趙蘭坤と結婚した。彼女は瀋陽の名家出身で満洲族の血を引いており、北平の燕京大学を卒業していた。
1936年（民国25年）6月28日、連横が肝癌のため上海で死去した。享年58。連横は死の床で連震東と当時妊娠していた趙蘭坤に「中国と日本は戦争するだろう。もし生まれた子が男の子なら、敵を倒し、祖国を光復することを願って『連戦』と名付けよ」と言った。8月27日、西安滞在中に子が生まれ、連戦と命名された。
連震東は西安に設置される西京市の初代市長となる予定だったが、日中戦争の勃発によって市の設置が中止された。日中戦争中、連震東は重慶国民政府国際問題研究所組長、西京籌委会專門委員、戦時工作幹部訓練団少将教官を歴任した。

### 戦後
中華民国による台湾光復が行われた後の1945年（民国34年）11月、台湾省行政長官の陳儀が連震東を台北州接管委員会主任委員と台北県長に任命し、台北州（光復後は台北県）の軍事・政治業務の引継ぎを担当した。連震東の指揮の元で交通インフラが速やかに復旧されて工場は操業を再開し、行政の混乱は発生しなかった。
1946年（民国35年）2月、趙蘭坤と連戦が台北に移って連震東との再会を果たした。2月末、台湾省行政長官公署参事に就任し、台湾省参議会の設立準備を担当した。5月に台湾省参議会が設立され、秘書長に就任した。
1947年（民国36年）11月に第1回国民大会代表選挙が実施され、連震東は地元の台南市から立候補して当選した。
1948年（民国37年）、憲政監督委員会委員に就任した。
1949年（民国38年）、東南軍政長官公署と台湾省各県市実施地方自治綱要に就任し、地方自治と土地改革の実施に尽力した。
1950年（民国39年）、国民党中央改造委員会の委員に就任した。16人の委員の中で唯一の台湾人であった。また、中華日報社長・董事長にも就任した。
1953年（民国42年）、国民党中央委員会の第五組主任、台湾省政府委員・建設局長に就任した。
1954年（民国43年）、省政府民政庁長・秘書長に就任した。
1955年（民国44年）、台湾省で第1回目の戸口普査（人口調査）が実施され、連震東は戸口普査処普査長を務めた。
1958年（民国47年）、省警民協会監事に選出された。
1960年（民国49年）3月35日、国民党副秘書長に就任し、省政府民政庁長と秘書長を辞任した。同年5月、内政部に就任した。
1961年（民国50年）、連戦が「台湾的土地改革」という論文でシカゴ大学で国際公法と外交の修士号を取得した。連震東は内政部職員の姪の方瑀に連戦を紹介した。
1963年（民国52年）、国民党第9次全国大会で中央常務委員に選出された。
1965年（民国54年）、連戦がシカゴ大学で政治学の博士号を取得し、同年に方瑀と結婚した。
1966年（民国55年）、内政部長を辞任して行政院政務委員に就任した。
1967年（民国56年）、国家安全会議委員・国家建設計画委員会政治組召集人に就任した。
1969年（民国68年）、国民党第10次全国大会で中央評議委員に選出された。
1976年（民国65年）、総統府国策顧問に就任した。
1980年（民国69年）、総統府資政に就任した。
1986年（民国75年）12月1日、台北市の国立台湾大学医学部附属病院で死去した。享年82。遺体は陽明山第一公墓に埋葬された。

## 家族
連震東は連横の一人息子であり、2人の姉と1人の妹がいる。妻の趙蘭坤との間に生まれた一人息子は、中華民国副総統や中国国民党主席などを歴任した連戦である。清朝統治時代、連家は台南府寧南坊馬兵営に居を構えていたが、1895年（明治28年）の台湾平定時に台湾民主国を支援したとして家を没収された。1945年の台湾光復後、連家は台湾北部に移住し、趙蘭坤は連家が苗栗に所有していた土地を売却して得た利益を土木工事、不動産業、金融業などに投資した。